# São José do Sul
São José do Sul egy község (município) Brazília Rio Grande do Sul államában, a Caí folyó völgyében. Népességét 2022-ben 2380 főre becsülték.

## Története
A település 1850 körül kezdett kialakulni, amikor letelepedtek az első német bevándorlók. Korai elnevezése Gauereck volt (Gauer mezeje), mivel az itt élő telepesek közül sok viselte a Gauer vezetéknevet. A második világháború idején betiltották a német és olasz helységneveket, így átkeresztelték Dom Diogora, a montenegrói városháza javaslatára. 1985-ben a Montenegroból kivált Salvador do Sul kerületévé nyilvánították, Dom Diogo néven. 1996-ban függetlenedett és 2001-ban önálló községgé alakult São José do Sul néven.

## Leírása
Székhelye São José do Sul, további kerületei nincsenek. Agrárközség, fő terményei a citrusfélék, manióka, cukornád. Jelentős baromfitenyésztése. Ma is jellemzőek rá a német hagyományok, konyhaművészet.